# Споменка Хрибар
Споменка Хрибар ( Београд, 25. јануар 1941) је словеначка списатељица, филозоф, социолог, политичар и колумнисткиња. Била је једна од најутицајнијих словеначких интелектуалаца осамдесетих година, и често називана „Прва дама Словеначке Демократске Опозиције“, али и „Глас Словеначког пролећа“. Удата је за филозофа Тина Хрибара.

## Биографија
Рођена је у Београду, (девојачко презиме Диклић), тадашњој престоници Краљевине Југославије. Отац јој је био Србин, Раденко Диклић, док јој је мајка била Словенка, Марија Јелица Мравље. Њен отац је преминуо у Главњачи, затвору за противнике квислиншког режима Милана Недића. Након Другог светског рата, Споменка се са мајком преселила у Словенију. Детињство је провела у селу Жири. Након завршетка средње школе у Шкофјој Локи, уписала се на Универзитет у Љубљани, где је студирала филозофију и социологију. Дипломирала је 1965. године радом на тему Марксов концепт слободе. Између 1965-66., била је један од уредника у студенстком магазину Трибуна. Под њеним вођством, лист је постао један од првих стундетских журнала који је такође обљављивао и текстове студената теологије. Међу тим студентима теологије био је и Антон Стрес, који ће касније постати Надбискуп љубљански. 
Место на Катедри за Социологију на Универзитету у Љубљани је добила 1969. године. Иако је била члан Комунистичке партије Југославије, све се више удаљавале од марксистичке идеологије, током седамдесетих. Под утицајем историчара и писца Душана Пирјевца и филозофа Тина Хрибара развила је интересовање за феноменолошку филозофију Мартина Хајдегера. Након што је песник Едвард Коцбек 1975. јавно осудио убиства која је режим починио у Словеначкој домобранској гарди, након Другог светског рата, Споменка је одлучила да посвети остатак живота схватању и објашњавању онога што је она називала „Словеначки покрет отпора“, током Другог светског рата.

## Јавни интелектуалац
Осамдесетих гоина прошлога века, Споменка је са својим мужем постала значајан члан новоформираног круга словеначке интелигенције, окупљене око журнала „Нова ревија“. Почела је и са радом на есеју „Кривица и грех“, 1983. године, који је постао један од најутицајнијих текстова у послератној Словенији. У есеју она осуђује, у сваком погледу, злочине у Словенији, које је починио комунистички режим.
Почетком 1984. есеј је „дошао“ и до званичника комунистичке власти у Словенији. У септембру исте године, неколико дана пре објављивања есеја, званичне новине у Словенији су покренуле кампању против Споменке Хрибар, оптужујући је за контра-револуционарски став и клевете на рачун партизанског покрета отпора. Уследило је и искључење из Партије 1985. године. Упркос овој кампањи, многе значајне личности су стале у њену одбрану, укључујући и социолога Павла Гантара. Тада је и стекла надимак „Словеначка Антигона“,. Након овога је постала присталица отцепљења Словеније и проглашавања независности,

## Политичка личност
Након проглашавања независности, 1991., Споменка је остала и даље политички активна. Пред изборе 1992. изазвала је контроверзу својим чланком „Зауставити десницу“ (некада намерно мењан како би добио императивни призвук „Зауставите десницу“). У овом чланку, упозоравала је на јачања десничарских покрета.
Након пропасти Демократске партије, 1992. Споменка се повукла из политике, али остала у јавном животу као коментатор и колумниста. У својим чланцима заговарала је разне либералне вредности, попут биоетике, имиграција и интеграција. Њена критика десничара ју је постепено довело до левог крила, укључујучи и, тадашњег председника Словеније, Милана Кучана. Међутим, она је ипак често заузимала националистичне ставове када је у питању била спољна политика, нарочито у конфилкту око граница са Хрватском.

## Радови
- Družbeno politične vrednote mladih. Ljubljana, 1968
- Vrednote mladih in resnica časa . Ljubljana, 1970.
- Meje sociologije . Maribor, 1972.
- Ubiti očeta , драма. Ljubljana, 1983.
- Edvard Kocbek in križarsko gibanje na Slovenskem . Ljubljana, 1990.
- Krivda in greh. Maribor, 1990.
- Dolomitska izjava. Ljubljana, 1991.
- Svitanja. Ljubljana, 1994.
- Svet kot zarota. Ljubljana, 1996.
- Škof Rožman v zgodovini. Ljubljana, 2008.
- Razkrižja. Ljubljana, 2009.